# Rio Bârzu
O Rio Bârzu é um rio da Romênia afluente do Rio Nera, localizado no distrito de Caraş-Severin.